# Guillermo Cervera
Guillermo Cervera (Madrid, 1968) és un fotoperiodista independent amb més de 18 anys d'experiència en la documentació dels conflictes armats i els problemes socials per a la premsa internacional. La seva trajectòria professional comença al diari El Mundo el 1989 i, des de llavors, la seva feina l'ha portat des de la primera línia de Bòsnia el 1993 als recents aixecaments a Líbia i el Caire el 2011; dels campaments de rebels al Txad a fotografiar la guerra de bandes a Caracas (Veneçuela) o el grup separatista dels Tigres Tàmils durant la guerra civil de Sri Lanka.
El 2008 va viatjar per primera vegada a l'Afganistan, país envaït per l'OTAN el 2001 i que estava patint en aquell moment un ressorgiment alarmant de la insurgència talibana. De llavors ençà, Guillermo Cervera ha visitat Kabul unes vuit vegades i la seva tasca s'ha desenvolupat principalment a la regió de Peshawar, on treballa en projectes a llarg termini sobre la vida quotidiana dels talibans i la força econòmica del mercat d'armes occidentals. El 2013 el Palau de la Virreina li va dedicar una exposició titulada Bye bye Kabul.
En data 3 d'abril de 2014 va inaugurar una exposició a la Sala Ciutat de Barcelona, de fotografies capturades als usuaris de diferents Museus observant obres d'art. Així, i fins a un total de 40 obres, apareixen retratades persones als Museus Macba, Miró, Zoologia de Barcelona, o el Metropolitan de Nova York, El Museu del Prado i el Reina Sofia de Madrid, el Louvre de París i el Guggenheim de Bilbao.